# 特里尔的古罗马遗迹、主教座堂和圣母教堂
特里尔的古罗马遗迹、主教座堂和圣母教堂指的是德國特里尔以及周边的一系列罗马和中世纪的文化建筑。这些建筑在1986年被联合国教科文组织制定为世界遗产。公元前16年建城的特里尔拥有大量杰出的罗马时期建筑，连同中世纪基督教建筑一起榜上有名。

## 簡介
特里尔在古羅馬時期時，便擁有20,000個座位的競技場、皇帝浴場和君士坦丁大教堂，使得特里爾如同一座講述古羅馬歷史的露天博物館。羅馬橋、芭芭拉浴場、古老的黑門都是羅馬古城的見證者。
此後，於中世紀興建的聖彼得主教座堂是羅馬天主教特里爾教區的主教座堂，長112.5，寬41公尺，位於德國特里爾，也是德國境內最老的主教座堂，長壽的建築經歷了十數世紀，揉合了不同世代的設計元素。
聖母教堂與特里爾主教座堂相鄰，座落於特里爾市中心。與馬德堡主教座堂同為德國最早之哥德式建築。1951年羅馬教宗將聖母教堂升為次級宗座聖殿。
2009年10月1日德国联邦政府发行了印有“UNESCO Welterbe – Römische Baudenkmäler, Dom und Liebfrauenkirche in Trier”（德语：“世界遗产：特里尔的古罗马遗迹、主教座堂和圣母教堂”）面值100欧元的纪念金币。

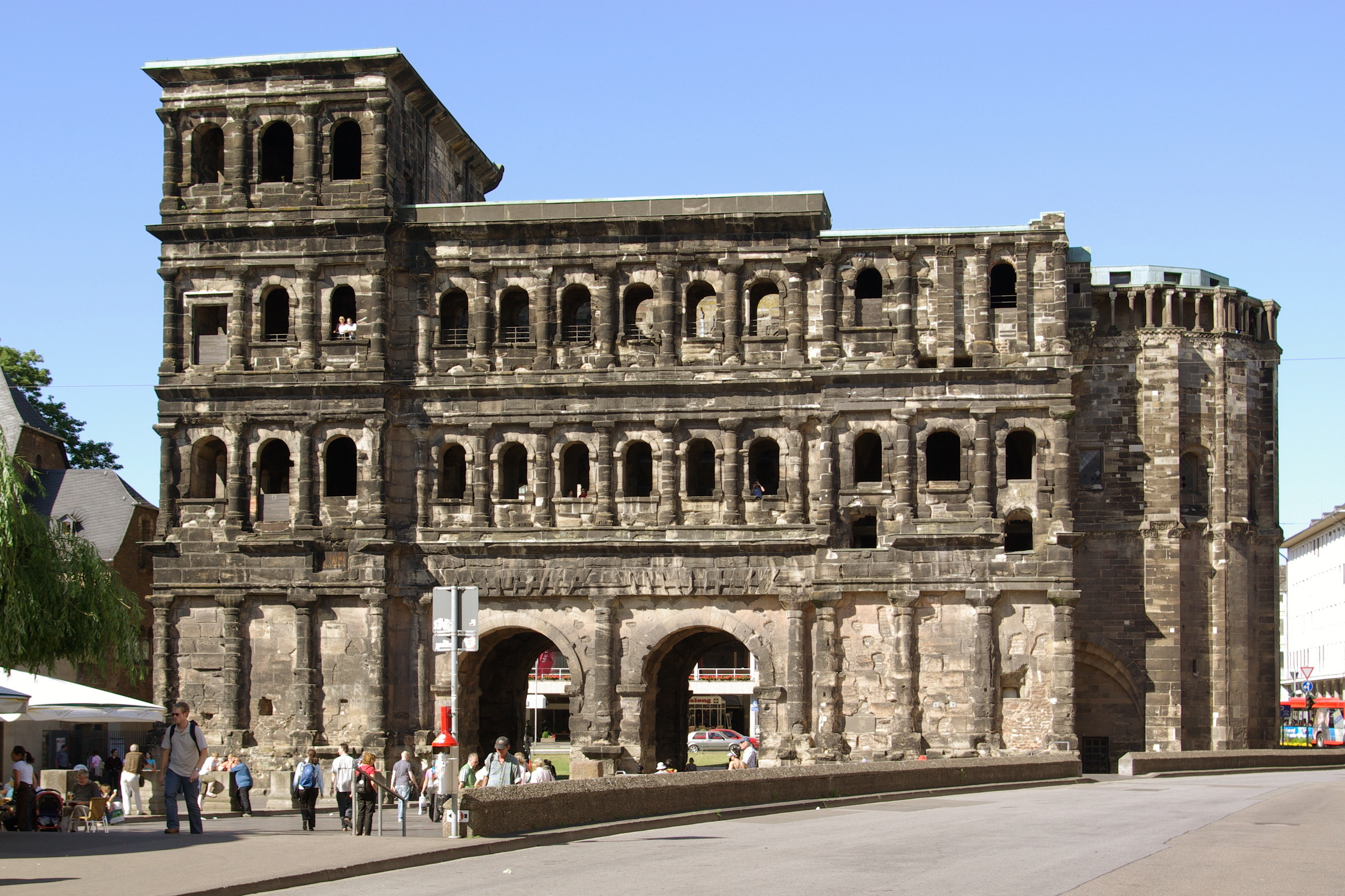
尼格拉城門

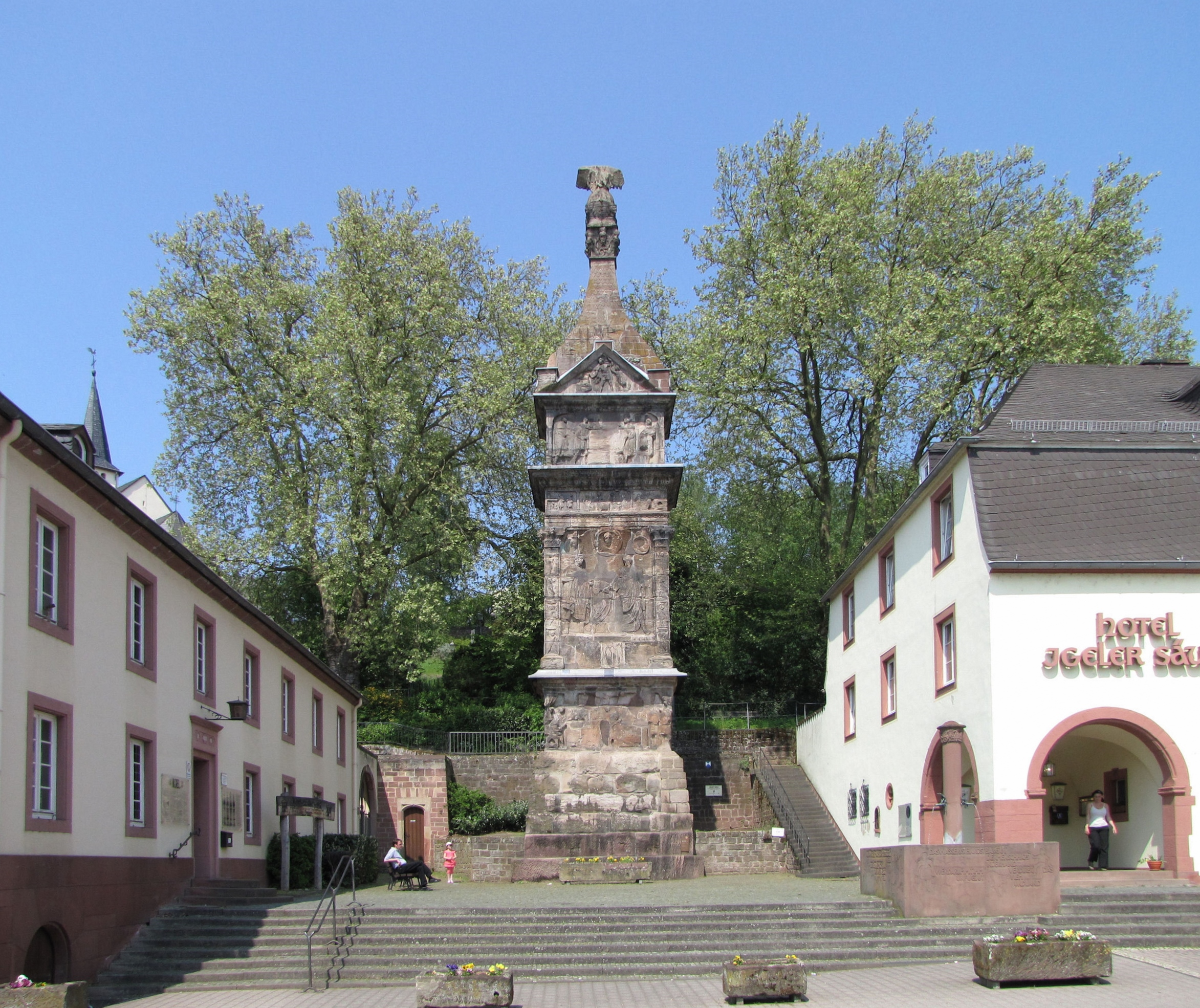
伊格勒柱

## 建築
下列建筑分别被列为世界遗产：
- 特里尔的古罗马遗迹：
  - 特里爾圓形劇場（Amphitheater）
  - 芭芭拉浴場（Barbarathermen）
  - 凱撒浴場（Kaiserthermen）
  - 君士坦丁巴西利卡（Konstantin-Basilika）
  - 罗马桥（Römerbrücke）
  - 尼格拉城門（Porta Nigra）

- 特里尔的中世纪建筑：
  - 特里爾主教座堂（Trierer Dom）
  - 聖母教堂（Liebfrauenkirche）

- Igel村罗马纪念柱：
  - 伊格勒柱（Igeler Säule）

## 來源
1. ↑  UNESCO World Heritage Centre. . UNESCO.   [2014-01-31]. （原始内容存档于2005-10-27）.
2. ↑  UNESCO World Heritage Centre. . whc.unesco.org.   [2014-04-03]. （原始内容存档于2021-10-05）.